# Notoniscus helmsii
Notoniscus helmsii là một loài chân đều trong họ Styloniscidae. Loài này được Chilton miêu tả khoa học năm 1901.